# Brieva
Brieva è un comune spagnolo di 73 abitanti situato nella comunità autonoma di Castiglia e León.